# Young Caesar (opéra)

Young Caesar est un opéra composé par Lou Harrison, sur un livret de Robert Gordon, créé en 1971 à Caltech, puis repris en 1972 à Pasadena.

## Historique
L'opéra, commandé par Encounters Music series, conçu à l'origine en tant qu'opéra de marionnettes, était une œuvre importante pour le compositeur ; l'idée provient d'une idée de Bill Colvig, qui lui propose en 1969 d'explorer le sujet de l'homosexualité.
L'opéra fut repris de nombreuses fois dans les décennies qui suivent sa création, et subit plusieurs remaniements et adaptations de son livret et de sa partition.

## Description
L'opéra, en deux actes, dépeint les jeunes années du dictateur romain Jules César, comme sa relation avec sa première fiancée Cossutia et sa fuite de Rome après avoir manqué de respect au dictateur Sylla, mais il se concentre surtout sur la relation sexuelle entretenue par César avec le roi de Bithynie Nicomède IV de Bithynie,,.

## Enregistrements
- Young Caesar, The Industry Records, 2018, enregistré lors d'une représentation le 13 juin 2017 par le Los Angeles Philharmonic New Music Group au Walt Disney Concert Hall, dir. Marc Lowenstein et mis en scène par Yuval Sharon, avec Adam Fisher en Caesar[10].